# Nerses V.

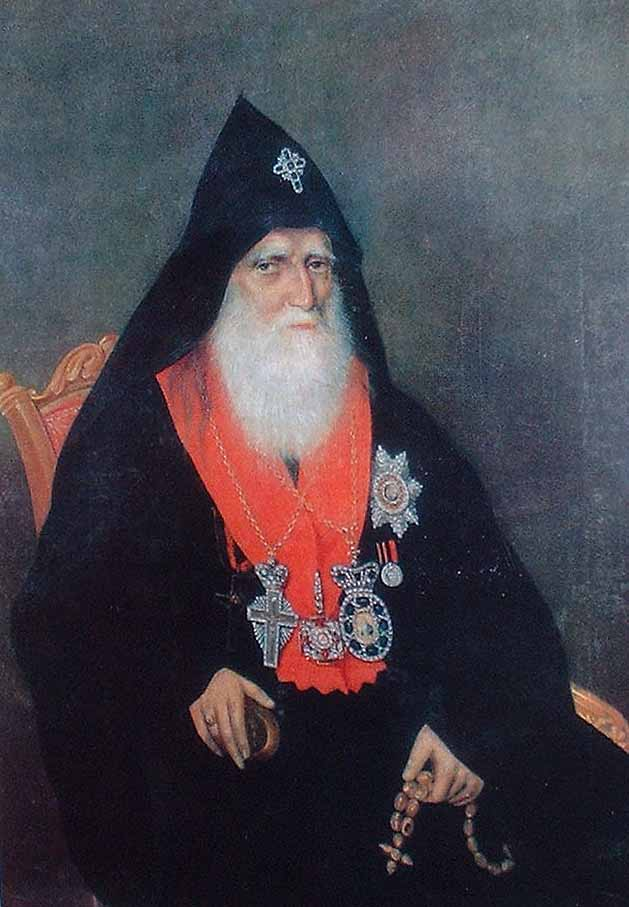

Nerses V. Aschtarakezi (* 13. Februar 1770 in Aschtarak, Khanat Jerewan als Toros Harutjuni Schahasisjan; † 13. Februar 1857 in Tiflis, Russisches Kaiserreich) war von 1843 bis 1857 Katholikos in Etschmiadsin der Armenischen Apostolischen Kirche. 
Toros Harutjuni Schahasisjan entstammte einer vornehmen Familie. Seine Ausbildung erfuhr er als Mönch Nerses in Etschmiadsin und in Konstantinopel. 1808 wurde er Mitglied der Synode und 1814 armenischer Erzbischof von Georgien im damals russischen Tiflis. Während des russisch-persischen Krieges 1826 verwaltete er das Katholikat in Etschmiadsin, das, von ihm aktiv begrüßt, 1827 an Russland fiel. Wegen seiner Teilnahme an armenischen Autonomiebestrebungen wurde er 1828 zum Erzbischof des fernen Nachitschewan am Don (Bessarabien) ernannt. Nach dem Tod des Katholikos Johannes VIII. († 7. März 1842) wählten ihn die geistlichen und weltlichen Mitglieder des Wahlkonvents am 17. April 1843 in Abwesenheit einstimmig zum Patriarchen und Katholikos der armenischen Kirche. Der russische Zar bestätigte seine Wahl, so dass er die Kathedra einnehmen konnte.